# Calau-de-bico-vermelho-setentrional
O calau-de-bico-vermelho-setentrional (Tockus erythrorhynchus) é uma ave bucerotiforme da família Bucerotidae, que pode ser encontrada na África sub-saariana. Habita zonas de savana e bosques de mopane. É uma ave não migratória que não inspira cuidados de conservação.
Este calau tem entre 42 a 50 cm de comprimento, sendo os machos um pouco maiores que as fêmeas. A sua plumagem tem um padrão complexo de branco e negro: face, pescoço, garganta e zona ventral são brancas, enquanto que o dorso, cauda, crista e parte posterior do pescoço são pretos. As asas são sobretudo negras, com manchas brancas. A sua característica mais típica é o bico longo, ligeiramente encurvado e vermelho vivo.
O calau-de-bico-vermelho tem uma alimentação à base de insectos e outros invertebrados, suplementada com sementes e ovos de pequenas aves, principalmente tecelões. É uma ave gregária, que vive em pequenos bandos, excepto na época de reprodução, quando forma casais. O seu vôo é ondulante.
A época de reprodução decorre entre Setembro e Fevereiro. Os casais aproveitam cavidades em troncos de árvore como ninho, que selam com lama, com a fêmea lá dentro. Cada postura contém em média 4 a 5 ovos, incubados pela fêmea ao longo de 23 a 25 dias. Durante o período de incubação, a fêmea é alimentada pelo macho. Cerca de três semanas depois das crias chocarem, a fêmea rompe a parede de lama e sai do ninho, sela-o de novo, e junta-se ao macho na tarefa de alimentar os juvenis por mais cerca de duas semanas.